# قاي إيبوا
قاي إيبوا (بالفرنسية: Guy Ipoua)‏ هو لاعب كرة قدم كاميروني في مركز الهجوم، ولد في 14 يناير 1976 في دوالا في الكاميرون. لعب مع أتلتيكو مدريد وأوريكس دوالا وإي أس نانسي وسكونثورب يونايتد وفوريست غرين ونادي أليكانتي ونادي إشبيلية ونادي بريستول روفيرز ونادي تورينو ونادي دونكاستر روفرز ونادي غيلينغهام ونادي ليفينغستون ونادي لينكولن سيتي ونادي مانسفيلد تاون ونادي نوفيلدا ونادي هيرفورد.